# San Pablo Villa de Mitla
San Pablo Villa de Mitla là một đô thị thuộc bang Oaxaca, México. Năm 2005, dân số của đô thị này là 11219 người.